# دونالد إرفين ويلسون
دونالد إرفين ويلسون (بالإنجليزية: Donald Erwin Wilson)‏ هو ضابط أمريكي، ولد في 12 أغسطس 1932، وتوفي في 3 فبراير 2002.